# Джино Каппелло
Джино Каппелло (італ. Gino Cappello, * 2 червня 1920, Падуя — † 28 березня 1990, Болонья) — колишній італійський футболіст, нападник.
Насамперед відомий виступами за клуби «Мілан» та «Болонья», а також національну збірну Італії.

## Клубна кар'єра
Вихованець футбольної школи клубу «Падова». Дорослу футбольну кар'єру розпочав 1938 року в основній команді того ж клубу, в якій провів два сезони, взявши участь у 60 матчах чемпіонату. 
Своєю грою за цю команду привернув увагу представників тренерського штабу клубу «Мілан», до складу якого приєднався 1940 року. Відіграв за «россонері» наступні три сезони своєї ігрової кар'єри. Більшість часу, проведеного у складі «Мілана», був основним гравцем атакувальної ланки команди. У складі «Мілана» був одним з головних бомбардирів команди, маючи середню результативність на рівні 0,39 голу за гру першості.
Згодом, у 1944 знову грав у складі команди «Падова».
1945 року перейшов до клубу «Болонья», з невеликими перервами захищав кольори його команди протягом більш ніж десяти сезонів. Граючи у складі «Болоньї» також здебільшого виходив на поле в основному складі команди. Був серед найкращих голеодорів, відзначаючись забитим голом в середньому майже у кожній третій грі чемпіонату.
Завершив професійну ігрову кар'єру у клубі «Новара» з Серії B, за команду якого виступав протягом 1956—1958 років.

## Виступи за збірну
1949 року дебютував в офіційних матчах у складі національної збірної Італії. Протягом кар'єри у національній команді, яка тривала 6 років, провів у формі головної команди країни лише 11 матчів, забивши 3 голи. У складі збірної був учасником чемпіонату світу 1950 року у Бразилії, чемпіонату світу 1954 року у Швейцарії.
| Дата       | Місто     | Господарі  | Результат | Гості     | Турнір                   | Голи | Примітки |
| ---------- | --------- | ---------- | --------- | --------- | ------------------------ | ---- | -------- |
| 22/05/1949 | Флоренція | Італія     | 3 – 1     | Австрія   | Кубок Центральної Європи | 1    |          |
| 12/06/1949 | Будапешт  | Угорщина   | 1 – 1     | Італія    | Кубок Центральної Європи | -    |          |
| 05/03/1950 | Болонья   | Італія     | 3 – 1     | Бельгія   | товариський матч         | -    |          |
| 25/06/1950 | Сан-Паулу | Швеція     | 3 – 2     | Італія    | ЧС 1950 - 1-й етап       | -    |          |
| 02/07/1950 | Сан-Паулу | Парагвай   | 0 – 2     | Італія    | ЧС 1950 - 1-й етап       | -    |          |
| 08/04/1951 | Лісабон   | Португалія | 1 – 4     | Італія    | товариський матч         | 1    |          |
| 06/05/1951 | Мілан     | Італія     | 0 – 0     | Югославія | товариський матч         | -    |          |
| 03/06/1951 | Генуя     | Італія     | 4 – 1     | Франція   | товариський матч         | 1    |          |
| 18/05/1952 | Флоренція | Італія     | 1 – 1     | Англія    | товариський матч         | -    |          |
| 11/04/1954 | Париж     | Франція    | 1 – 3     | Італія    | товариський матч         | -    |          |
| 20/06/1954 | Луґано    | Бельгія    | 1 – 4     | Італія    | ЧС 1954 - 1-й етап       | -    |          |
| Усього     |           | Матчів     | 11        |           | Голів                    | 3    |          |